# Cacochloris uvidula
Cacochloris uvidula es una especie de polilla de la familia Geometridae. La especie fue descrita por primera vez por Charles Swinhoe, habiendo sido descrita en 1885, con distribución endémica en el oeste y centro de India hasta Sri Lanka.
Es una especie inconfundible por sus caracteres genéricos, su coloración, sus líneas firmes y grandes marcas celulares oscuras. El holotipo de la especie fue descrita en Pune, pero se ha descrito distribuida en localidades adecuadas desde Ajmer hasta Sri Lanka.